# Gastroecus okadai
Gastroecus okadai is een eenoogkreeftjessoort uit de familie van de Antheacheridae. De wetenschappelijke naam van de soort is voor het eerst geldig gepubliceerd in 1975 door Avdeev & Avdeev.